# Ђурђина Ђина Голубовић
Ђурђина Ђина Голубовић је измишљени лик из серије Срећни људи. Лик је измислио Синиша Павић, а тумачиле Дубравка Мијатовић и Југослава Драшковић

## Биографија
Ђурђина је рођена 1970. и живи у Београду, на периферији. Живи са оцем Вукашином, мајком Лолом, братом Небојшом, дедом Аранђелом и бабом Риском. Студирала је медицину, али је била принуђена да напусти факултет због проблема са професором Гораном Попцем, са којим је касније била у љубавној вези. Након напуштања студија, запослила се као медицинска сестра у болници. Живот јој се нагло променио када се пријавила на избор за мис Југославије, на којем је сплетом необичних околности победила.